# Latrecey-Ormoy-sur-Aube
Latrecey-Ormoy-sur-Aube – miejscowość i gmina we Francji, w regionie Grand Est, w departamencie Górna Marna.
Według danych na rok 1990 gminę zamieszkiwało 371 osób, a gęstość zaludnienia wynosiła 8 osób/km².

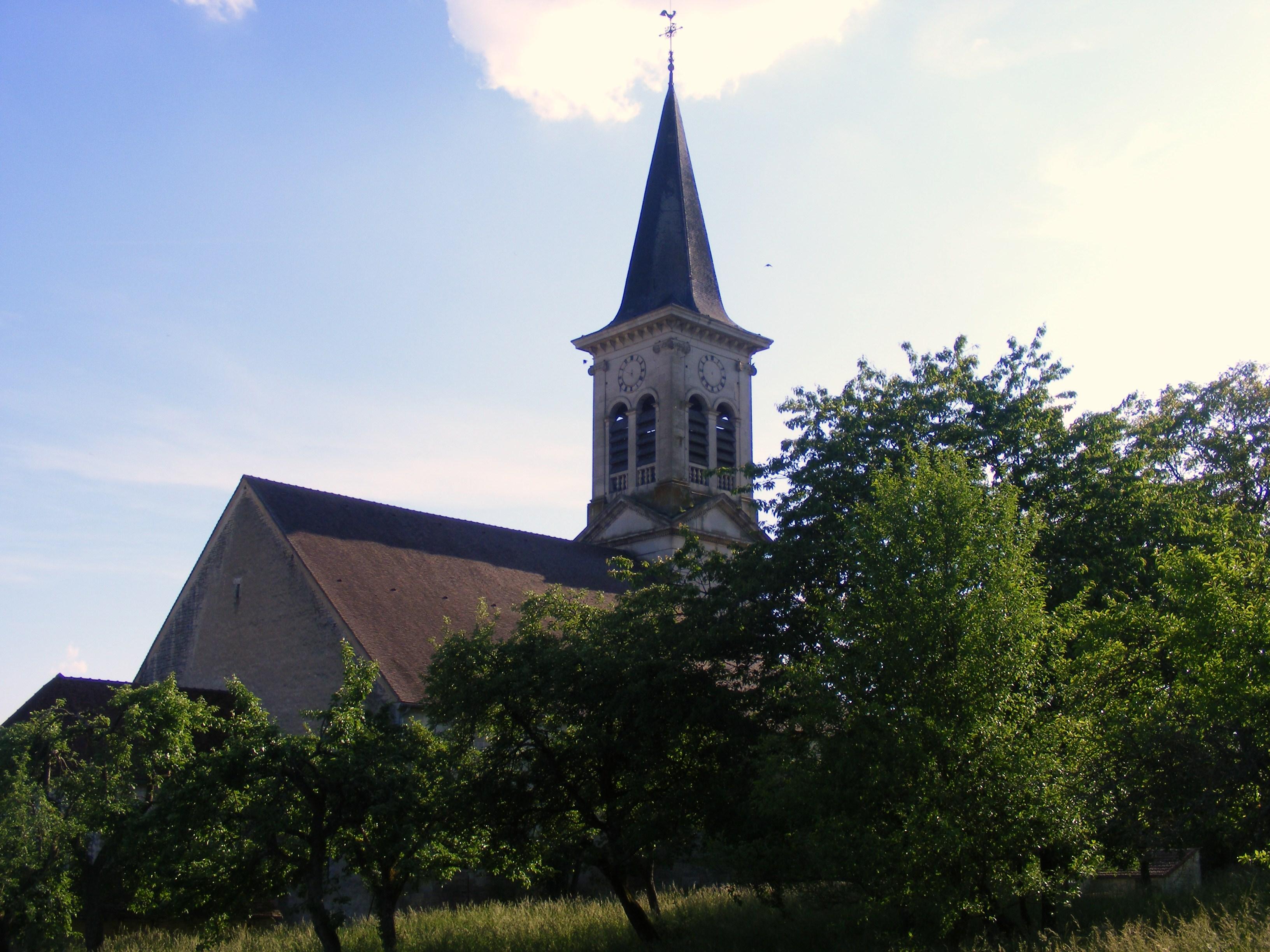
Kościół w Latrecey-Ormoy-sur-Aube, 2011